# Selin Yurtsever
Selin Yurtsever és una jugadora de voleibol, vòlei platja i de neu turca. En la seva carrera de voleibol ha jugat pels clubs com a Galatasaray d'Istanbul, Bursa Büyükşehir Belediyespor i Nilüfer Belediyespor de Bursa, Balıkesir DSİ de Balıkesir, Salihli Belediyespor i Büyükşehirspor de Manisa. En aquest ultim club ha jugat juntament amb la seva germana, Melis Ece Yurtsever, també jugadora de voleibol professional. Selin Yurtsever també juga per a la selecció nacional turca de voleibol platja, generalment com a parella de la turcoxipriota Merve Çelebi.